# Ийстленд (окръг, Тексас)
Окръг Ийстленд (на английски: Eastland County) е окръг в щата Тексас, Съединени американски щати. Площта му е 2414 km², а населението e 17 725 души (1 април 2020). Административен център е град Ийстленд.